# Xewkija
Xewkija [šeukija] (maltsky Ix-Xewkija, italsky Casal Xeuchia nebo Casal Sceuchia) je město a správní středisko stejnojmenného lokálního výboru v Regionu Gozo na Maltě. Nachází se ve vnitrozemí ostrova Gozo, asi 1,8 km od mořského pobřeží a 27,4 km severozápadně od hlavního města Valletta. Je součástí aglomerace města Victoria. V březnu roku 2014 zde žilo celkem 3 300 obyvatel. Název vznikl z maltského slova xewk, které znamená trn.
Sousedními lokálními výbory jsou (po směru hodinových ručiček) Xagħra, Nadur, Għajnsielem, Sannat, Munxar, Fontana a Victoria.
Xewkija je nejstarším sídlem na Gozu. 27. listopadu 1678 se oddělila od farnosti sousední Victorie a byla vytvořena nová farnost. Nejznámější stavbou v Xewkiji je zdejší rotunda zasvěcená svatému Janu Křtiteli. Byla vystavěna na návrh architekta Ġużè Damata a nahradila dřívější kostel. Titulární dřevěná socha Jana Křtitele byla vytvořena v roce 1845, autorem byl sochař Pietro Paolo Azzopardi. Další významnou stavbou je větrný mlýn Tat-Tmien Kantunieri z roku 1710.
V Xewkiji sídlí fotbalový tým Xewkija Tigers F.C., založený roku 1938, v němž mimo jiné působí také český fotbalista Martin Hrbusa.